# Napis
Napis – czwarty tom poetycki Zbigniewa Herberta. Wydany przez Wydawnictwo „Czytelnik” w 1969 roku w nakładzie 1780 egzemplarzy.

## Charakterystyka
Tom, który początkowo miał mieć tytuł Wyspa, Herbert dedykował zmarłemu ojcu. W 1964 roku w Londynie ukazał się w nakładzie około 30 egzemplarzy zbiór Wiersze, powielony przez Magdalenę i Zbigniewa Czajkowskich. W zbiorze tym znalazły się 23 wiersze, z czego 19 zostało wcielonych do tomu Napis.
Maciej Stanaszek zauważył, że charakterystyczna dla Napisu jest różnorodność tematyczna utworów, chociaż można wyróżnić bloki tematyczne dotyczące Polski oraz Biblii, a także wiersze inspirowane podróżami. Zdiagnozowana u Herberta w 1966 roku choroba (ChAD) nie stała się tematem żadnego wiersza.  Napis jest ostatnim  tomem, w którym Herbert chętnie korzysta z prozy poetyckiej.

## Spis utworów
- Prolog
- Wyspa
- Zejście
- Przebudzenie
- Miejsce
- Postój
- *** (jest świeża…)
- Pożegnanie miasta
- Ścieżka
- Śmierć pospolita
- Zimowy ogród
- Na marginesie procesu
- Przesłuchanie anioła
- Sprawozdanie z raju
- Longobardowie
- Epizod z Saint-Benoît
- Opis króla
- Dom poety
- Wąwóz Małachowskiego
- Księża i chłopi
- Opłotki
- Diabeł rodzimy
- Ozdobne a prawdziwe
- Tusculum
- Cernunnos
- Góra naprzeciw pałacu
- Brzeg
- Curatia Dionisia
- Próba rozwiązania mitologii
- Brak węzła
- Świt
- Układała swe włosy
- Kropka
- Zegarek na rękę
- Chińska tapeta
- Praktyczne przepisy na wypadek katastrofy
- Męczeństwo Pana Naszego malowane przez Anonima z kręgu mistrzów nadreńskich
- *** (Zasypiamy na słowach…)
- Dlaczego klasycy
- Co będzie